# Жоао Марињо Нето
Жоао Марињо Нето (порт. João Marinho Neto; Марангуапе, 5. октобар 1912) бразилски је суперстогодишњак који је према Гинисовој књизи рекорда тренутно најстарији живи мушкарац на свету.

## Биографија
Жоао Марињо Нето рођен је у Марангуапеу, Сеара, Бразил, 5. октобра 1912. године. Током његовог детињства, породица се преселила у рурално подручје Апујареса. Од своје четврте године, Жоао је већ почео да ради помажући свом оцу у пољу.
Био је ожењен Жозефом Албано дос Сантос (1920–1994) са којом је имао четворо деце: Антонија, Хозеа, Фатиму и Ванду. Узгајао је говеда, козе, свиње и кокоши. Касније у свом животу, Жоао је са Антонијом Родригес Муром имао још троје деце: Винисија, Јарбаса и Консеисаа. Кроз напоран рад, изградио је финансијски стабилан живот, бавећи се трговином имовине, као што су земљиште и куће.
5. октобра 2022. године, прославио је свој 110. рођендан, поставши суперстогодишњак. Када су га питали о тајни његове дуговечности, приписао је томе што је окружен добрим људима, избегавајући самоћу.
26. новембра 2022. године, након смрти 111-годишњег Виргилија Кардоса де Медеироса, постао је најстарији живи мушкарац у Бразилу.
2. априла 2024. године, након смрти 114-годишњег Хуана Висентеа Переза из Венецуеле, постао је најстарији живи мушкарац у Јужној Америци.
25. новембра 2024. године, након смрти 112-годишњег Џона Тинисвуда из Уједињеног Краљевства, постао је најстарији живи мушкарац на свету и последњи преживели мушкарац рођен 1912. године.
Жоао Марињо Нето тренутно живи у граду Апујаресу, Сеара, Бразил, у доби од 112 година и 234 дана.